# Јунадила (Џорџија)
Јунадила (енгл. Unadilla) град је у америчкој савезној држави Џорџија. По попису становништва из 2010. у њему је живело 3.796 становника.

## Демографија
Према попису становништва из 2010. у граду је живело 3.796 становника, што је 1.024 (36,9%) становника више него 2000. године.
| Група             | 2000.         | 2010.         |
| Белци             | 938 (33,8%)   | 1.172 (30,9%) |
| Афроамериканци    | 1.722 (62,1%) | 2.373 (62,5%) |
| Азијати           | 15 (0,5%)     | 18 (0,5%)     |
| Хиспаноамериканци | 83 (3,0%)     | 241 (6,3%)    |
| Укупно            | 2.772         | 3.796         |